# Cnaeus Iulius Agricola
Cnaeus Iulius Agricola (Forum Julii, Gallia, i. sz. 40 – ?) római hadvezér, Tacitus apósa.

## Életpályája
Pályáját katonáskodással kezdte, később Ázsiában quaestor, majd néptribunus és praetor Rómában.
Nero bukása után Vespasianus oldalán állt. 69-ben a Britanniában állomásozó XX. légió főparancsnoka volt.
Kiemelkedő szolgálataiért felvették a patríciusok közé, és Aquitánia tartományban lett helytartó. 77-ben megkapta Britannia helytartójának pozícióját. Hadjárataival a tartomány határait a skót hegyekig terjesztette ki, a határokon pedig védműveket hozott létre.
Agricola Glevumból (ma Gloucester) három sörfőzőmestert is hívott Rómába, és villájában saját magánfőzdét is alapított.
Halálának helye és időpontja ismeretlen.